# Tang Chih-Chun
Tang Chih-Chun (16 de marzo de 2001) es un deportista taiwanés que compite en tiro con arco, en la modalidad de arco recurvo. Participó en dos Juegos Olímpicos de Verano en los años 2020 y 2024, obteniendo una medalla de plata en Tokio 2020 en la prueba por equipo.

## Palmarés internacional
| Juegos Olímpicos | Juegos Olímpicos | Juegos Olímpicos | Juegos Olímpicos |
| Año              | Lugar            | Medalla          | Prueba           |
| ---------------- | ---------------- | ---------------- | ---------------- |
| 2020             | Tokio (Japón)    | Medalla de plata | Equipo           |